# 里弗頓鎮區 (愛荷華州弗洛伊德縣)
里弗頓鎮區（英語：Riverton Township）是位於美國愛荷華州弗洛伊德縣的一個行政鎮區。

## 地方資料
根據2010年美國人口普查的數據，里弗頓鎮區的面積為114.86平方千米，當中陸地面積為114.44平方千米，而水域面積為0.42平方千米。當地共有人口508人，而人口密度為每平方千米4.42人。